# Калико Рок (Арканзас)
Калико Рок (енгл. Calico Rock) град је у америчкој савезној држави Арканзас.

## Демографија
По попису из 2010. године број становника је 1.545, што је 554 (55,9%) становника више него 2000. године.
| Група             | 2000.       | 2010.         |
| Белци             | 952 (96,1%) | 1.333 (86,3%) |
| Афроамериканци    | 2 (0,2%)    | 146 (9,4%)    |
| Азијати           | 2 (0,2%)    | 6 (0,4%)      |
| Хиспаноамериканци | 22 (2,2%)   | 41 (2,7%)     |
| Укупно            | 991         | 1.545         |